# Olympische Sommerspiele 1996/Teilnehmer (Südafrika)
| Gelbes Symbol für Goldmedaillen mit stilisierten Olympischen Ringen | Graues Symbol für Silbermedaillen mit stilisierten Olympischen Ringen | Braundes Symbol für Bronzemedaillen mit stilisierten Olympischen Ringen |
| ------------------------------------------------------------------- | --------------------------------------------------------------------- | ----------------------------------------------------------------------- |
| 3                                                                   | 1                                                                     | 1                                                                       |

Südafrika nahm an den Olympischen Sommerspielen 1996 in Atlanta, USA, mit einer Delegation von 84 Sportlern (64 Männer und 20 Frauen) teil.

## Medaillengewinner
Mit drei gewonnenen Gold-, einer Silber- und einer Bronzemedaille belegte das südafrikanische Team Platz 27 im Medaillenspiegel.

### Gold
| Name           | Sportart       | Wettkampf                                       |
| -------------- | -------------- | ----------------------------------------------- |
| Josia Thugwane | Leichtathletik | Marathon                                        |
| Penelope Heyns | Schwimmen      | Frauen, 100 Meter Brust Frauen, 200 Meter Brust |

### Silber
| Name            | Sportart       | Wettkampf |
| --------------- | -------------- | --------- |
| Hezekiél Sepeng | Leichtathletik | 800 Meter |

### Bronze
| Name           | Sportart  | Wettkampf                |
| -------------- | --------- | ------------------------ |
| Marianne Kriel | Schwimmen | Frauen, 100 Meter Rücken |

## Teilnehmer nach Sportarten

### Bogenschießen
- Kirstin Lewis
Frauen, Einzel: 30. Platz
Frauen, Mannschaft: 11. Platz

- Jill Börresen
Frauen, Einzel: 59. Platz
Frauen, Mannschaft: 11. Platz

- Leanda Hendricks
Frauen, Einzel: 61. Platz
Frauen, Mannschaft: 11. Platz

### Boxen
- Masibulele Makepula
Halbfliegengewicht: 9. Platz

- Philip Ndou
Federgewicht: 9. Platz

- Irvin Buhlalu
Leichtgewicht: 17. Platz

- Victor Kunene
Halbmittelgewicht: 17. Platz

- Sybrand Botes
Halbschwergewicht: 9. Platz

### Hockey
- Herrenteam
10. Platz

- Kader
Brian Myburgh
Brad Milne
Shaun Cooke
Craig Jackson
Craig Fulton
Brad Michalaro
Gregg Clark
Gary Boddington
Alistar Fredericks
Wayne Graham
Kevin Chree
Charles Teversham
Greg Nicol
Matthew Hallowes
William Fulton
Murray Anderson

### Judo
- Duncan MacKinnon
Halbleichtgewicht: 9. Platz

### Kanu
- Ruth Nortje
Frauen, Einer-Kajak, 500 Meter: Halbfinale

### Leichtathletik
- Alfred Visagie
200 Meter: Vorläufe
4 × 400 Meter: Halbfinale

- Arnaud Malherbe
400 Meter: Viertelfinale
4 × 400 Meter: Halbfinale

- Bobang Phiri
400 Meter: Viertelfinale
4 × 400 Meter: Halbfinale

- Hendrick Mokganyetsi
400 Meter: Viertelfinale
4 × 400 Meter: Halbfinale

- Hezekiél Sepeng
800 Meter: Silber

- Johan Botha
800 Meter: Halbfinale

- Marius van Heerden
800 Meter: Vorläufe

- Shadrack Hoff
5000 Meter: Halbfinale

- John Morapedi
5000 Meter: Halbfinale

- Hendrick Ramaala
10.000 Meter: Vorläufe

- Josia Thugwane
Marathon: Gold

- Lawrence Peu
Marathon: 27. Platz

- Gert Thys
Marathon: 33. Platz

- Llewellyn Herbert
400 Meter Hürden: Vorläufe

- Shadrack Mogotsi
3000 Meter Hindernis: Vorläufe

- Riaan Botha
Stabhochsprung: 14. Platz

- Okkert Brits
Stabhochsprung: In der Qualifikation ausgeschieden

- François Fouché
Weitsprung: 38. Platz in der Qualifikation

- Gwen Griffiths
Frauen, 1500 Meter: 9. Platz

- Colleen De Reuck
Frauen, 10.000 Meter: 13. Platz

- Elana Meyer
Frauen, Marathon: ??

- Karen van der Veen
400 Meter Hürden: Vorläufe

### Moderner Fünfkampf
- Claud Cloete
Einzel: 15. Platz

### Radsport
- Doug Ryder
Straßenrennen: 61. Platz

- Blayne Wikner
Straßenrennen: 97. Platz

- Jean-Pierre van Zyl
Sprint: 2. Runde
1000 Meter Zeitfahren: 5. Platz

- David George
4000 Meter Einzelverfolgung: 15. Platz
Punkterennen: ??

- Erica Green
Frauen, Straßenrennen: 35. Platz
Frauen, Mountainbike, Cross-Country: 17. Platz

- Jackie Martin
Frauen, Straßenrennen: 42. Platz

### Ringen
- Tjaart du Plessis
Federgewicht, Freistil: 18. Platz

### Rudern
- Greg Bayne
Zweier ohne Steuermann: 16. Platz

- John Callie
Zweier ohne Steuermann: 16. Platz

- Roger Tobler
Vierer ohne Steuermann: 9. Platz

- Mark Rowand
Vierer ohne Steuermann: 9. Platz

- Gareth Costa
Vierer ohne Steuermann: 9. Platz

- Mike Hasselbach
Vierer ohne Steuermann: 9. Platz

- Helen Fleming
Zweier ohne Steuerfrau: 11. Platz

- Colleen Orsmond
Zweier ohne Steuerfrau: 11. Platz

### Schießen
- Jaco Henn
Kleinkaliber, Dreistellungskampf: 22. Platz
Kleinkaliber, liegend: 26. Platz

- Mel Hains
Skeet: 45. Platz

### Schwimmen
- Brendon Dedekind
50 Meter Freistil: 5. Platz
100 Meter Freistil: 26. Platz

- Ryk Neethling
400 Meter Freistil: 11. Platz
1500 Meter Freistil: 5. Platz

- Marianne Kriel
Frauen, 50 Meter Freistil: 24. Platz
Frauen, 100 Meter Rücken: Bronze 
Frauen, 200 Meter Rücken: 16. Platz
Frauen, 4 × 100 Meter Lagen: 4. Platz

- Heleen Muller
Frauen, 100 Meter Freistil: 33. Platz
Frauen, 200 Meter Freistil: 30. Platz
Frauen, 4 × 100 Meter Lagen: 4. Platz

- Penelope Heyns
Frauen, 100 Meter Brust: Gold 
Frauen, 200 Meter Brust: Gold 
Frauen, 4 × 100 Meter Lagen: 4. Platz

- Julia Russell
Frauen, 100 Meter Brust: 18. Platz
Frauen, 200 Meter Brust: 12. Platz
Frauen, 200 Meter Lagen: 27. Platz

- Mandy Loots
Frauen, 100 Meter Schmetterling: 30. Platz
Frauen, 200 Meter Schmetterling: 30. Platz
Frauen, 4 × 100 Meter Lagen: 4. Platz

### Segeln
- Ian Ainslie
Finn-Dinghy: 8. Platz

- Dave Hibberd
Laser: 16. Platz

- Bruce Savage
Soling: 17. Platz

- Dick Mayhew
Soling: 17. Platz

- Clynton Wade
Soling: 17. Platz

### Tennis
- Wayne Ferreira
Einzel: 5. Platz

- Marcos Ondruska
Einzel: 17. Platz
Doppel: 5. Platz

- Ellis Ferreira
Doppel: 5. Platz

- Mariaan de Swardt
Frauen, Einzel: 17. Platz
Frauen, Doppel: 9. Platz

- Amanda Coetzer
Frauen, Einzel: 17. Platz
Frauen, Doppel: 9. Platz

- Joannette Kruger
Frauen, Einzel: 33. Platz